# Inimigo Rumor
Inimigo Rumor é uma revista brasileira dedicada à produção e discussão da poesia contemporânea. Publicada pela editora 7 Letras, foi dirigida, até seu sexto número, pelos poetas cariocas Carlito Azevedo e Júlio Castañon Guimarães. Júlio Castañon Guimarães foi substituído pelo paulista Augusto Massi, a partir do sétimo número.
Do número 11 ao 16, a revista passou a ser binacional, publicada em colaboração com a editora portuguesa Cotovia e com a brasileira Cosac Naify. Somaram-se ao corpo editorial o poeta paulista Marcos Siscar e os críticos portugueses Osvaldo Manuel Silvestre, André Fernandes Jorge e Pedro Serra.
A partir do número 16, seu comitê editorial passou a se composto unicamente por poetas, críticos e editores brasileiros. Contou, em seu comitê editorial, com outros poetas e editores, como Jorge Viveiros de Castro, Paula Glenadel, Marília Garcia, Aníbal Cristobo, Heitor Ferraz, Isadora Travassos, Valeska de Aguirre e Leonardo Martinelli.
Inimigo Rumor teve o seu primeiro número publicado em janeiro de 1997, no Rio de Janeiro. A revista durou 10 anos, chegando ao número 20. É uma das mais conhecidas e influentes publicações de poesia brasileira das últimas décadas. O nome da revista é uma homenagem à obra de José Lezama Lima, Enemigo Rumor.